# Dmitrij Kołyszkin
Dmitrij Michajłowicz Kołyszkin, ros. Дмитрий Михайлович Колышкин (ur. w 1896 r., zm. 6 kwietnia 1945 r. w rejonie Brczka) – rosyjski wojskowy (pułkownik), dowódca plutonu karabinów maszynowych w 9 Sotni, a następnie plutonu w 6 Sotni 1 Pułku Kozackiego Rosyjskiego Korpusu Ochronnego podczas II wojny światowej.
Brał udział w I wojnie światowej. W 1915 r. awansował do stopnia podesauła. W 1918 r. wstąpił do nowo formowanych wojsk Białych gen. Antona I. Denikina, a następnie przeszedł do Armii Dońskiej, otrzymując na pocz. 1919 r. stopień esauła. Służył w szkolnictwie wojskowym. W 1920 r. dowodził plutonem w Dońskim Płastuńskim Pułku Junkierskim. Pod koniec października tego roku awansował do stopnia starszyny wojskowego. W poł. listopada wraz z wojskami Białych został ewakuowany z Krymu do Gallipoli. Na emigracji zamieszkał w Królestwie Serbów, Chorwatów i Słoweńców. Awansował na pułkownika. Po zajęciu Jugosławii przez wojska niemieckie w kwietniu 1941 r., wstąpił do nowo formowanego Rosyjskiego Korpusu Ochronnego. Od 1943 r. w stopniu porucznika dowodził plutonem karabinów maszynowych w 9 Sotni 1 Pułku Kozackiego. 20 września tego roku został ranny w walkach w rejonie Korenicy. Powtórnie go raniono 25 września 1944 r. Po wyleczeniu objął dowództwo plutonu w 6 Sotni 1 Pułku Kozackiego. Zginął w walkach w rejonie Brczka 6 kwietnia 1945 r.